# Belize ved OL
Belize deltog første gang i olympiske lege i 1968 i Mexico by og har siden deltaget i samtlige sommerlege undtaget 1980 i Moskva, som nationen boykottede. Belize har aldrig deltaget i vinterlege og har aldrig vundet nogen olympiske medaljer.
Ved sommerlegene i 1968 og 1972 deltog landet under koloninavnet Britisk Honduras.

## Medaljeoversigt
| Belizes medaljer under de olympiske sommerlege | Belizes medaljer under de olympiske sommerlege | Belizes medaljer under de olympiske sommerlege | Belizes medaljer under de olympiske sommerlege | Belizes medaljer under de olympiske sommerlege | Belizes medaljer under de olympiske sommerlege |
| ---------------------------------------------- | ---------------------------------------------- | ---------------------------------------------- | ---------------------------------------------- | ---------------------------------------------- | ---------------------------------------------- |
| Lege                                           | Guld                                           | Sølv                                           | Bronze                                         | Totalt                                         | Rang                                           |
| 1968 Mexico by                                 | 0                                              | 0                                              | 0                                              | 0                                              | –                                              |
| 1972 München                                   | 0                                              | 0                                              | 0                                              | 0                                              | –                                              |
| 1976 Montréal                                  | 0                                              | 0                                              | 0                                              | 0                                              | –                                              |
| 1980 Moskva                                    | Deltog ikke                                    | Deltog ikke                                    | Deltog ikke                                    | Deltog ikke                                    | Deltog ikke                                    |
| 1984 Los Angeles                               | 0                                              | 0                                              | 0                                              | 0                                              | –                                              |
| 1988 Seoul                                     | 0                                              | 0                                              | 0                                              | 0                                              | –                                              |
| 1992 Barcelona                                 | 0                                              | 0                                              | 0                                              | 0                                              | –                                              |
| 1996 Atlanta                                   | 0                                              | 0                                              | 0                                              | 0                                              | –                                              |
| 2000 Sydney                                    | 0                                              | 0                                              | 0                                              | 0                                              | –                                              |
| 2004 Athen                                     | 0                                              | 0                                              | 0                                              | 0                                              | –                                              |
| 2008 Beijing                                   | 0                                              | 0                                              | 0                                              | 0                                              | –                                              |
| 2012 London                                    | 0                                              | 0                                              | 0                                              | 0                                              | –                                              |
| 2016 Rio de Janeiro                            | 0                                              | 0                                              | 0                                              | 0                                              | –                                              |
| 2020 Tokyo                                     |                                                |                                                |                                                |                                                | –                                              |
| Totalt                                         | 0                                              | 0                                              | 0                                              | 0                                              |                                                |